# 財政部賦稅署
財政部賦稅署是中華民國財政部的直屬機關，成立於1950年5月，負責中華民國的賦稅和稅務查核工作，並監督各地區國稅局業務。

## 沿革
- 中華民國大陸時期，財政部的稅捐部門有國稅署、田糧署及地方財政司等三單位。1950年5月，行政院頒布中央政府精簡機構案，將上列三個單位合併改組為財政部賦稅署。
- 1970年，財政部將地方財政業務劃歸財政部國庫署，糧政業務劃歸財政部糧鹽司（後改隸經濟部）接辦。
- 1976年9月1日，行政院核定《財政部賦稅署貨物稅評價委員會組織規程》，賦稅署設置「貨物稅評價委員會」，主任委員由賦稅署署長兼任，掌理貨物稅完稅價格之評定事項。
- 1981年2月，總統令，修正公布《財政部組織法》。
- 1982年，總統令，制定公布《財政部賦稅署組織條例》。
- 1983年元旦，賦稅署正式成為財政部的法定附屬機關，除原有賦稅業務外，並增加稅務稽核及監察工作。[1]
- 1999年7月1日，配合臺灣省政府功能業務與組織調整，臺灣省稅務局裁併為財政部中部辦公室，以賦稅署名義對外行文。
- 2012年2月3日，配合財政部組織調整，總統令，制定公布《財政部賦稅署組織法》並修正《財政部各地區國稅局組織通則》[2]；2013年元旦實施。
- 2018年9月17日，隨財政部本部一同搬遷至臺北市文山區羅斯福路六段142巷1號（財政部財政園區）。

## 歷任署長
1. 陳琮
2. 白培英
3. 陳少書
4. 金唯信
5. 薛家椽
6. 張耀東
7. 王政一
8. 侯伯烈
9. 林劍雄
10. 王得山
11. 林增吉
12. 林吉昌
13. 張盛和
14. 許虞哲
15. 吳自心
16. 李慶華
17. 許慈美
18. 宋秀玲

## 組織
- 署長一人，職務列簡任第十三職等
  - 副署長二人，職務列簡任第十二職等
    - 主任秘書，職務列簡任第十一職等
- 所得稅組
- 消費稅組
- 財產稅組
- 監察組
- 稽核行政組
- 稽核組
- 主計室
- 人事室
- 政風室
- 秘書室

## 外部連結
- 財政部賦稅署（繁體中文）（英文）